# Скоробогатько Ніна Іванівна
Скоробогатько Ніна (Неоніла) Іванівна (1894—1993) — український оперний піаніст-концертмейстер і вокальний педагог.

## Біографічні відомості
Вчилася (з 1911 р.) у Київської консерваторії (клас В. В. Пухальського).
З 1923 року — у Київської Опері. Була концертмейстером і подругою української оперної співачки Оксани Андріївни Петрусенко.
Автор книги «Нотатки оперного концертмейстера» — Київ: Музична Україна, 1973.

## Документальний фільм
- 1990 — Брала участь в документальному фільмі «Оксана Петрусенко» (Укртелефільм, режисер В. Образ).